# Brachoria viridicolens
Brachoria viridicolens är en mångfotingart som först beskrevs av Hoffman 1948.  Brachoria viridicolens ingår i släktet Brachoria och familjen Xystodesmidae. Inga underarter finns listade i Catalogue of Life.